# Beale-Chiffre
Die Beale-Chiffre ist eine verschlüsselte Botschaft. Sie beschreibt den Weg zu einem Goldschatz, welchen ein gewisser Thomas J. Beale in den Jahren 1820/1822 versteckt haben soll. Die zweite Seite der Beale-Chiffre konnte mittels der amerikanischen Unabhängigkeitserklärung entschlüsselt werden. Die Zahlen repräsentieren die Anfangsbuchstaben der n-ten Wörter im Originaltext. Die erste und dritte Chiffre konnten bis heute nicht entschlüsselt werden.

## Geschichte

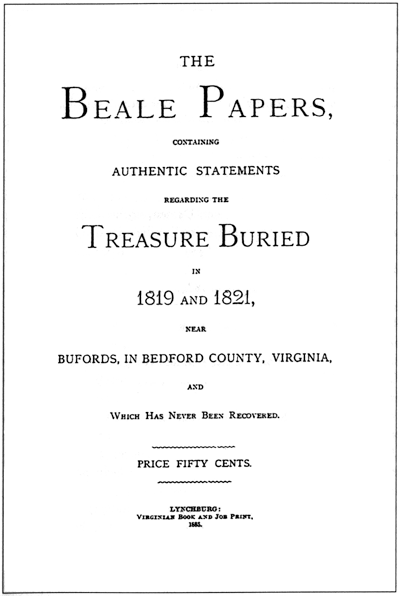
Cover der Beale Papers

1885 wurde eine Schrift (The Beale Papers) von dem amerikanischen Verleger James Ward veröffentlicht, nach der ein Hotelbesitzer in Lynchburg, Virginia namens Robert Morriss von Beale bei dessen Abreise nach seinem zweiten Aufenthalt im Hotel 1822 eine verschlossene Kiste mit „Papieren von großem Wert“ anvertraut bekam, die er sorgfältig aufbewahren sollte. Einige Monate später erhielt Morriss einen Brief von Beale aus St. Louis, in dem er angewiesen wurde, die Kiste für zehn Jahre aufzubewahren und, wenn niemand deren Rückgabe verlangen würde, die Kiste zu öffnen und die enthaltenen Papiere mithilfe des Schlüssels, den er dann im Juni 1832 erhalten sollte, zu entschlüsseln.
Beale kehrte nie mehr ins Hotel zurück und Morriss erhielt auch den versprochenen Schlüssel nicht. Er wartete jedoch noch bis 1845, bis er das Schloss der Kiste aufbrach, in der sich die drei Blätter mit den Chiffren sowie eine Notiz befanden. Die Notiz erzählte davon, wie Beale und einige andere Männer eine große Menge Gold gefunden und versteckt hätten. Morriss ging davon aus, dass die Männer tot seien und fühlte sich verpflichtet, den Schatz nun an die Angehörigen der Männer zu verteilen, die in der dritten Chiffre aufgeführt sein sollen. Die zweite Chiffre beschreibt den Schatz, und die erste den Ort des Verstecks. Morriss versuchte vergeblich, die drei Geheimtexte zu entziffern. Vor seinem Tod im Jahre 1862 vertraute er sich einem Freund an, dessen Identität jedoch nicht bekannt ist. Dieser schaffte es schließlich nach vielen Jahren, den zweiten Text zu entziffern, scheiterte jedoch ebenfalls an den anderen und beschloss deshalb 1885, die ganze Geschichte zu veröffentlichen.
Es ist allerdings nicht klar, ob es sich bei den Beale-Chiffren nicht um einen Streich handelt. Der Verfasser der Schrift, angeblich Morriss’ Freund, könnte die ganze Geschichte auch nur erfunden haben. In der von Klaus Schmeh vorgelegten Zusammenfassung der analytischen Betrachtungen entspricht der intellektuelle Kenntnisstand und die Qualität der Verschlüsselungstechnik mehr dem Zeitstand um 1885, als dem der Briefe des vermeintlichen Büffeljägers Beale, womit ein Hoax recht wahrscheinlich erscheint.
Eine im Frühjahr 2025 durchgeführte KI-gestützte statistische Analyse ergab, dass alle drei Beale-Chiffren recht genau der erwarteten Verteilung gemäß dem Benfordschen Gesetz entsprechen, womit eine zufällige Zahlenauflistung weitgehend ausgeschlossen werden kann. Eine weitere vertiefende Analyse der drei Datensätze mit einem paarweise durchgeführten Chi-Quadrat-Homogenitätstest zeigte auf, dass Chiffre 1 und 3 aus einer identischen Datengrundmenge stammen, die deutlich abweichend von jener der Chiffre-2-Zahlen sind. Die Interpretation der Daten lässt den Schluss zu, dass die Chiffre 1 und 3 keine zufälligen Zahlen sind, sondern mit mithilfe einer identische Datengrundlage verschlüsselt wurden.

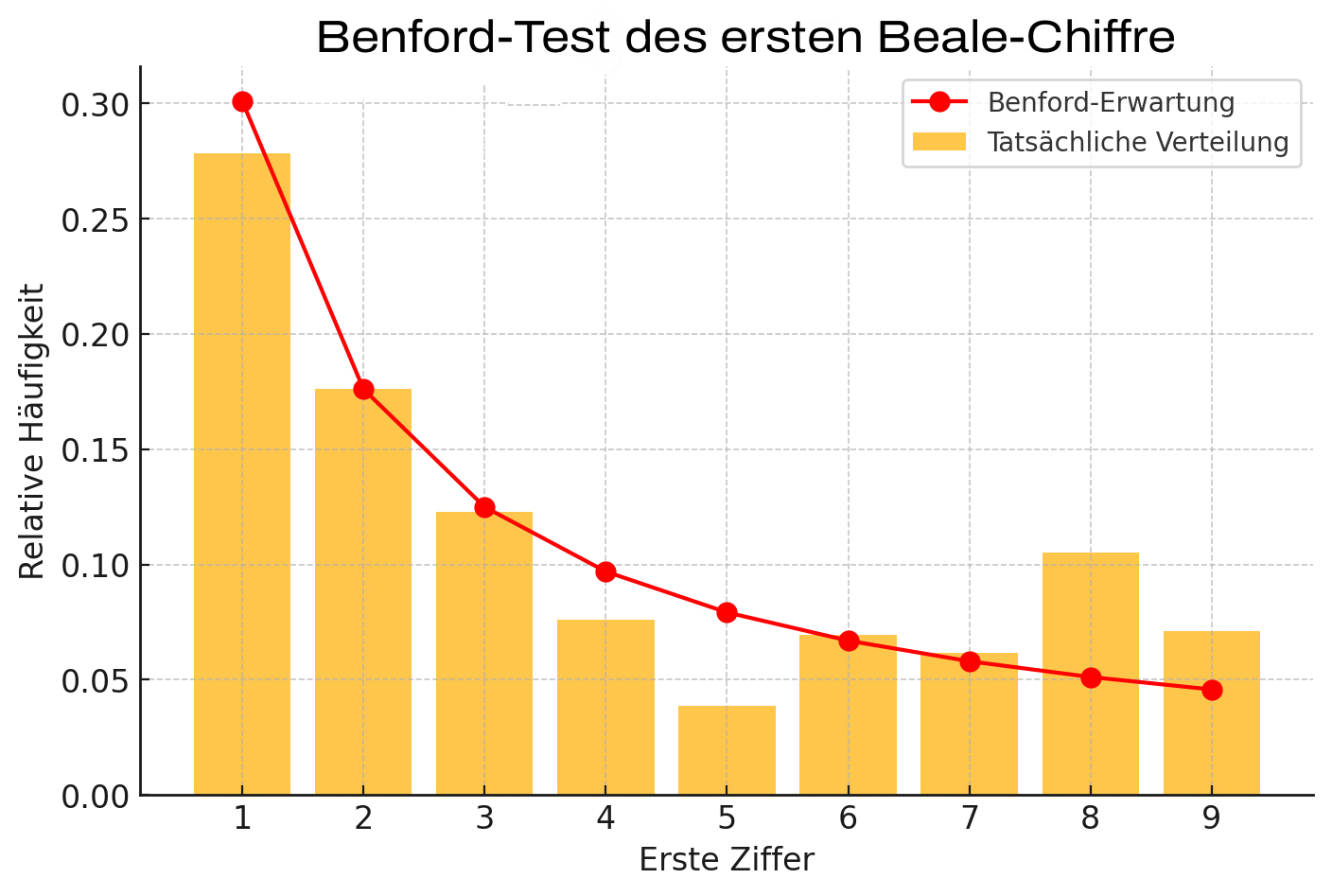

## Die Chiffre

### Die zweite Beale-Chiffre (entziffert)
“I HAVE DEPOSITED IN THE COUNTY OF BEDFORD ABOUT FOUR MILES FROM BUFORDS IN AN EXCAVATION OR VAULT SIX FEET BELOW THE SURFACE OF THE GROUND THE FOLLOWING ARTICLES BELONGING JOINTLY TO THE PARTIES WHOSE NAMES ARE GIVEN IN NUMBER THREE HEREWITH.
THE FIRST DEPOSIT CONSISTED OF TEN HUNDRED AND FOURTEEN POUNDS (1014 lbs.) OF GOLD AND THIRTY EIGHT HUNDRED AND TWELVE POUNDS (3812 lbs.) OF SILVER, DEPOSITED NOV. EIGHTEEN NINETEEN.(NOV.1819)
THE SECOND WAS MADE DEC. EIGHTEEN TWENTY-ONE (DEC 1821) AND CONSISTED OF NINETEEN HUNDRED AND SEVEN POUNDS OF GOLD AND TWELVE HUNDRED AND EIGHTY EIGHT OF SILVER; ALSO JEWELS OBTAINED IN ST. LOUIS IN EXCHANGE TO SAVE TRANSPORTATION, AND VALUED AT THIRTEEN THOUSAND DOLLARS.
THE ABOVE IS SECURELY PACKED IN IRON POTS WITH IRON COVERS. THE VAULT IS ROUGHLY LINED WITH STONE, AND THE VESSELS REST ON SOLID STONE, AND ARE COVERED WITH OTHERS.
PAPER NUMBER ONE DESCRIBES THE EXACT LOCALITY OF THE VAULT, SO THAT NO DIFFICULTY WILL BE HAD IN FINDING IT.”

### Deutsche Übersetzung der zweiten Beale-Chiffre
„Ich habe in Bedford County, etwa vier Meilen von Buford, in einer Aushöhlung zwei Meter unter der Erdoberfläche, die folgenden Gegenstände deponiert, die jenen Personen gehören, welche in Nummer drei genannt sind:
Das erste Depot besteht aus 1.014 Pfund Gold und 3.812 Pfund Silber, eingelagert im November 1819. Das zweite Depot wurde im Dezember 1821 angelegt und besteht aus 1.907 Pfund Gold und 1.280 Pfund Silber; zudem Juwelen, erworben in St. Louis im Tausch für Silber, um den Transport zu erleichtern, und auf 13.000 Dollar geschätzt.
Obiges ist sicher in eisernen Gefäßen mit Eisendeckeln verpackt. Der Hohlraum ist grob mit Steinen umfasst und die Gefäße ruhen auf hartem Gestein und sind mit solchen bedeckt. Papier Nummer eins beschreibt die genaue Lage des Hohlraums, sodass es nicht schwierig sein dürfte, ihn zu finden.“